# Court Tomb von Aillemore

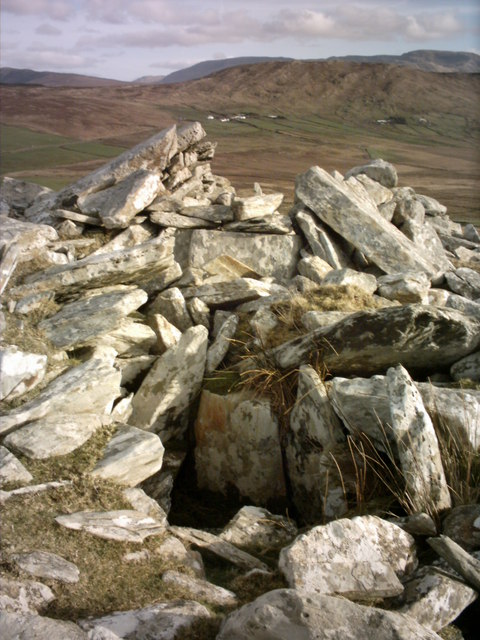
Schotter des Cairns von Aillemore

Das Court Tomb von Aillemore liegt etwa 8 km südwestlich von Louisburgh im Townland Aillemore (irisch An Aill Mhór) im Westen des County Mayo in Irland. Es befindet sich in Gipfelnähe eines Hügels über dem Tal des etwa 300 m entfernten Flusses Bunsheenshough. 
Court Tombs gehören zu den megalithischen Kammergräbern (englisch chambered tombs) der Britischen Inseln. Sie werden mit etwa 400 Exemplaren nahezu ausschließlich in Ulster im Norden von Irland gefunden. Der Begriff Court Tomb wurde 1960 von dem irischen Archäologen Ruaidhrí de Valera eingeführt. 
Der Cairn des Court Tombs steigt bis auf die Höhe der Galeriesteine (etwa 1,5 m hoch) an und ist über 16,0 Meter lang und 14,0 Meter breit. Die 3,2 m lange und 2,0 m breite Galerie besteht aus 2 Kammern und einer kleinen fast unter dem Schotter des Cairns verborgenen Nebenkammer. 
Der Hof (englisch court) wird von Cairnmaterial und Feldgrenzen verdeckt. Kennzeichen der relativ gut erhaltene Megalithanlage ist die steile Auftragung großer Platten des Cairns vor allem auf die Nordseite der Galerie. 